# Cryptocephalus ilicis
Cryptocephalus ilicis is een keversoort uit de familie bladkevers (Chrysomelidae). De wetenschappelijke naam van de soort werd in 1808 gepubliceerd door G. A. Olivier.